# 埃爾弗里德
埃爾弗里德（Alcuin，735年或740年－804年），是一位英格蘭的神學家、教育家、詩人和文化傳播者，他被譽為中世紀教育復興的先驅之一。
埃爾弗里德出生在北安普頓郡，早年在約克的天主教修道院受教育，後來前往大陸深造，在法國的圖爾修讀神學和文學，曾在意大利的蒙特卡西諾修道院學習。他精通希臘、拉丁和希伯來語，擅長寫詩和書信，還是一位優秀的演說家和教育家。
在782年，埃爾弗里德被查理曼大帝邀請到法蘭克王國，擔任皇家學校（Palace School）的院長，負責對貴族子弟和教士進行教育。在這裡，他設計了一套全面的教育體系，包括文學、歷史、哲學、數學和神學等學科，並將書信和詩歌等文學形式引入教育中，使教育更加生動有趣。他還創作了大量的詩歌和文學作品，如《圣母頌》（Hail Mary）和《聖書引言》（Prefaces to the Bible）等，對當時的文學和教育發展產生了深遠的影響。
埃爾弗里德也是查理曼大帝的忠實顧問和支持者，曾參與制定教育、禮儀和教會改革等政策。他還與當時歐洲的其他知識精英保持密切聯繫，如意大利的阿爾丁和英國的貝德烈等，共同推動了中世紀的文化復興和知識傳播。他的作品和思想在當時的教育和文化界產生了廣泛的影響，成為中世紀文化的一個重要標誌。
除了在皇家學校的教育事業外，埃爾弗里德還在不同的時期擔任過教士、修道士和主教等職務。他曾在英格蘭北部的多個修道院中工作，包括位於約克的聖彼得修道院和位於梅爾羅斯的修道院等。在他的職業生涯中，他對中世紀教會和社會的改革作出了重要貢獻。
在他的作品中，埃爾弗里德也提出了一些重要的思想和觀點。例如，他強調人類的自由意志，認為人類有能力選擇自己的行為，並對自己的行為負責。他還對基督教教義進行了深入的研究和詮釋，並對聖經進行了注釋和解釋。
埃爾弗里德在對聖經進行注釋和解釋方面，有著卓越的成就和貢獻。他的注釋和解釋具有批判性、深入性和系統性，成為當時英格蘭最好的聖經學者之一。他的解釋主要包括對聖經原文的研究和詮釋、對聖經經文的比較和對聖經背景和文化的了解等方面。
埃爾弗里德曾撰寫過大量的著作，其中不少是關於聖經的注釋和解釋。他對聖經的研究和詮釋主要包括以下方面：
- 聖經原文的研究和詮釋：埃爾弗里德對希伯來文和希臘文的研究深入，他能夠將希臘文翻譯成拉丁文，使當時大部分只能理解拉丁文的歐洲人可以讀懂聖經。他還對聖經原文進行了詳細的研究和詮釋，解釋了聖經中一些複雜的詞句和意義。
- 聖經經文的比較：埃爾弗里德熟悉多種聖經版本，他對聖經經文進行了比較和對照，找出它們之間的差異和相似之處，以更好地理解聖經的內容。
- 聖經背景和文化的了解：埃爾弗里德對聖經的背景和文化有深入的了解，他認為理解聖經需要了解當時的文化、宗教和歷史背景。因此，他對聖經的註釋和解釋通常包括對聖經中涉及的歷史和文化背景的解說。

在他的晚年，埃爾弗里德返回他的家鄉，成為約克主教。在這個職務中，他繼續致力於教育和教會改革工作，並在當地建立了一所新的學校。他於804年去世，享年六十多歲。